# Amt Perl
Das Amt Perl war ein Verwaltungsbezirk (Amt) im Landkreis Saarburg im Regierungsbezirk Trier.
Nach dem Preußischen Gemeindelexikon von 1930 war der Landkreis in folgende Ämter eingeteilt:
Freudenburg, Irsch-Beurig, Orscholz, Perl, Saarburg-Land, Sinz-Nennig, Tawern und Zerf.
1931 war der Verwaltungssitz in Perl und der Bürgermeister hieß Bücken.
Die Amtsvertretung hatte 11 Sitze.
Von den 4019 Einwohnern waren 3922 katholisch und 97 evangelisch.
Die Gesamtfläche betrug 4286 Hektar (ha), davon bebaute Fläche 200 ha, Ackerland 2500 ha, Wald- und Wiesenfläche 1586 ha.
Zugehörige Gemeinden waren (Stand 1931):
1. Gemeinde Besch: Mischgemeinde
2. Gemeinde Borg: Landwirtschaftsgemeinde
3. Gemeinde Keßlingen: Landwirtschaftsgemeinde
4. Gemeinde Oberleuken: Mischgemeinde
5. Gemeinde Oberperl: Mischgemeinde
6. Gemeinde Perl: Mischgemeinde
7. Gemeinde Sehndorf: Mischgemeinde
8. Gemeinde Tettingen-Butzdorf: Landwirtschaftsgemeinde
9. Gemeinde Wochern: Landwirtschaftsgemeinde

## Geschichte
Das Amt Perl entstand 1927 aus der Bürgermeisterei Perl.
Das Gebiet kam 1947 zum saarländischen Landkreis Merzig-Wadern.